# Repos pendant la fuite en Égypte (Cranach)
Pour les articles homonymes, voir Repos pendant la fuite en Égypte.
Repos pendant la fuite en Égypte – en allemand Ruhe auf der Flucht nach Ägypten – est un tableau réalisé par le peintre allemand Lucas Cranach l'Ancien en 1504. De format vertical, cette huile sur bois de tilleul est une peinture chrétienne qui représente le repos pendant la fuite en Égypte. Elle figure la Sainte Famille en compagnie de huit angelots. Tandis que d'autres jouent de la flûte, l'un tend quelques fleurs à l'Enfant Jésus, lequel se tient nu, debout sur une cuisse de Marie, qui est vêtue d'une longue robe rouge. Achetée en 1902, l'œuvre est conservée à la Gemäldegalerie, à Berlin, en Allemagne.